# 平和町 (金沢市)
平和町（へいわまち）は、石川県金沢市の町名。現行行政地名は平和町1丁目から3丁目。全域で住居表示実施済み。郵便番号は921-8105。

## 概要
平和町は、野田町、法島町、十一屋町、若草町、長坂、西大桑町に囲まれている。

## 沿革
- 1963年（昭和38年）6月1日 - 住居表示実施により、野田町・長坂町の各一部をもって成立[4]。戦後、引き揚げ者が中心となって住宅地区が構築されていったことが町名の由来だといい、平和への人々の願いと希望がこめられている。

## 小・中学校の学区
市立小・中学校に通う場合、学区は以下のとおりとなる。
| 町丁        | 小学校               | 中学校             |
| ----------- | -------------------- | ------------------ |
| 平和町1丁目 | 金沢市立長坂台小学校 | 金沢市立野田中学校 |
| 平和町3丁目 | 金沢市立長坂台小学校 | 金沢市立野田中学校 |
| 平和町2丁目 | 金沢市立十一屋小学校 | 金沢市立野田中学校 |

## 施設
- 金沢市立病院
- 金沢大学附属幼稚園・金沢大学附属小学校・金沢大学附属中学校・金沢大学附属高等学校
- 県営平和町団地
- 平和町公園
- 金沢市立平和町児童図書館（2022年3月閉館[6]）

## 交通

### 道路
- 石川県道144号別所野町線

### バス
- 北鉄バス（北陸鉄道・北鉄金沢バス・北鉄白山バス）　平和町、平和町市立病院バス停